# Birds of Prey: The Emancipation of Harley Quinn
Birds of Prey: The Emancipation of Harley Quinn (Originaltitel: Birds of Prey (and the Fantabulous Emancipation of One Harley Quinn); später umbenannt in Harley Quinn: Birds of Prey) ist der achte Film aus dem DC Extended Universe und ist eine Adaption der Birds of Prey von DC Comics. Der Film kam am 7. Februar 2020 in die deutschen Kinos. Infolge schlechter Einspielergebnisse wurde der Film am 10. Februar 2020 in Harley Quinn: Birds of Prey umbetitelt.

## Handlung
Nach den Ereignissen von Suicide Squad sind der Joker und Harley Quinn nach Gotham geflohen. Inmitten ihrer missbräuchlichen Beziehung trennt sich der Joker von Harley und wirft sie aus dem Haus. Schließlich wird Harley von einem alten Mann namens Doc aufgenommen, der ein taiwanisches Restaurant in der Stadt betreibt.
Nachdem sie sich emotional ein wenig erholt hat, verbringt Harley die Nacht in einem Club, der Roman Sionis gehört. Der sadistische Gangster tarnt sich als quirliger Nachtclubbesitzer. Im Club lernt Harley Dinah Lance kennen, eine burleske Sängerin, die für Roman arbeitet. Harley betrinkt sich stark und verhält sich im Club aggressiv, was dazu führt, dass sie den Fahrer von Roman verletzt. In der Folge ziehen die Schläger von Roman Harley nach draußen, aber Dinah kann sie retten, indem sie die Männer ausschaltet. Von Dinahs Fähigkeiten beeindruckt, ernennt Roman sie zu seiner neuen Fahrerin.
Dinah bringt Harley zu ihrem Haus und Harley beschließt, ihr Leben auf vielfältige Weise umzugestalten. Dazu gehören das Schneiden ihrer Haare und die Adoption einer Hyäne aus einer Zoohandlung, die sie nach Bruce Wayne benennt. Harley zerstört auch Ace Chemicals, den Ort, an dem sie sich einst dem Joker verschrieben hatte.
In der Zwischenzeit kommt Renee Montoya, eine Kriminalpolizistin des GCPD, bei Ace Chemicals an und stellt fest, dass Harley nur deshalb leicht gefangen und verhaftet werden konnte, da sie sich von Joker getrennt hatte. Gleichzeitig schickt Roman Dinah und seinen sadistischen Handlanger Victor Zsasz los, um einen Diamanten zu besorgen, der die Kontonummern zum Vermögen der kriminellen Familie Bertinelli enthält, die Jahre zuvor getötet wurde. Die junge Taschendiebin Cassandra „Cass“ Cain stiehlt jedoch den Diamanten von Zsasz und verschluckt ihn, nachdem sie verhaftet wurde.
Am nächsten Tag wird Harley von Montoya abgefangen, als sie durch Gotham streift. Harley flieht, bevor sie von einigen von Romans Männern überfallen wird. Harley tötet ihre Gegner, wird aber von anderen Schlägern gefangen genommen, die vor Ort ankommen. Zsasz und Dinah erzählen Roman von Cassandra. Es wird gezeigt, dass Roman manchmal eine schwarze Maske trägt und mitunter Menschen zur Einschüchterung foltert und zu Tode quält. Dinah und Zsasz teilen ihm mit, dass sie Harley gefangen genommen, aber keine Vergeltung durch den Joker zu erwarten haben. Hierzu nahmen sie Harleys Zerstörung von Ace Chemicals als Beleg dafür, dass sich die beiden getrennt haben.
Dinah klärt Montoya über die Situation mit Cass auf und enthüllt dabei, dass sie ein Maulwurf in Romans Organisation ist. Als Harley die Vierte Wand erneut durchbricht, teilt sie dem Publikum Hintergründe mit, damit es über die Ereignisse im Film auf dem Laufenden ist. Harley hört, wie Roman über den Diamanten spricht, und bietet an, ihn von Cass zu holen, wenn er ihr Leben verschont. Roman stimmt zu und gibt ihr bis Mitternacht Zeit.
Trotzdem setzt er auf Cass ein Kopfgeld aus, „damit es mehr Spaß macht“. Harley verkleidet sich und bricht in das GCPD ein, um Cass zu finden. Sie befreit sie aus der Zelle und die beiden fliehen. Harley bringt Cass in ein verlassenes Antiquitätengeschäft, in dem diese den Diamanten ausscheiden soll, um ihn Roman zurückzugeben. Sie werden jedoch von einigen Bewaffneten überfallen, die auf das Kopfgeld aus sind. Harley kann sie allerdings überwältigen.
Das Kopfgeld zieht auch Helena Bertinelli an, eine Vigilante, die als „Crossbow Killer“ bekannt ist. Helena zielt auf Gangster in der Hoffnung, ihre ermordete Familie zu rächen, und plant, mit Cass’ Hilfe Roman herauszulocken. Dinah klärt Montoya über das Kopfgeld auf Cass auf, doch Zsasz kommt ihr auf die Spur und informiert Roman. Roman gerät in Wut, weil er einen untreuen Untergebenen nicht leiden kann und zieht seine schwarze Maske auf, die ihn zu Black Mask macht.
Harley und Cass beschließen, sich in Harleys Apartment zu verstecken. Die Wohnung wird jedoch von Personen angegriffen, die nach Cass suchen und es wird aufgedeckt, dass Doc seine Untermieterin Harley an Roman verkauft hat. Harley ruft Roman an und erklärt sich damit einverstanden, Cass auszutauschen.
Roman schickt Zsasz und Dinah, um Cass zu holen. Zsasz setzt Harley unter Drogen, während er offenbart, dass Roman ihren Deal nicht eingehalten hat. Derweil versucht Dinah Cass zu befreien. Zsasz, der bereits von Dinahs Verrat wusste, greift sie an, wird jedoch unerwartet von Helena getötet, die im Vergnügungspark ankommt. Die Frauen werden anschließend von Montoya verhaftet, der Dinah zuvor eine SMS bezüglich der Situation geschickt hatte. Harley schafft es, die Frauen zu überzeugen, zusammenzuarbeiten, um Roman zu bekämpfen, obwohl die anderen anfänglich zögern.
Die Frauen benutzen Harleys alte Ausrüstung und Waffen, um sich gegen ankommende Schläger Romans zu verteidigen, woraus sie als Siegerinnen hervorgehen. Cass wird von Roman mitgenommen und Harley verfolgt sie zu einem nahegelegenen Pier. Als Harley sie einholt, steckt Cassandra eine Granate in Romans Anzug und Harley stößt ihn über die Brüstung; bei der folgenden Explosion wird er getötet.
Montoya, Dinah und Helena bilden mit dem Geld von den Konten des Diamanten die Birds of Prey, während Harley und Cassandra eine eigene Firma gründen.
In einer Post-Credit-Szene spricht Harley ein Geheimnis über Batman an; bevor sie es sagen kann, bricht jedoch der Ton ab und das Bild wird schwarz.

## Produktion

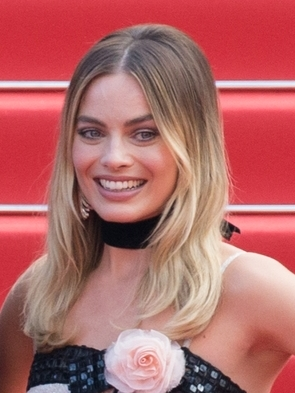
Hauptdarstellerin Margot Robbie

Kurz vor der Veröffentlichung des Films Suicide Squad kündigte Warner Bros. einen Ableger zum Film mit dem Fokus auf die Figur Harley Quinn im Mai 2016 an. Dabei sollten auch weitere Figuren aus dem DC-Universum wie Batgirl und das Team Birds of Prey eine zentrale Rolle erhalten. Margot Robbie, die bereits in Suicide Squad Harley Quinn verkörperte und in Birds of Prey die Verkörperung der Rolle wiederholt, wurde dabei als Produzentin angekündigt. Im November desselben Jahres wurde Christina Hodson als Drehbuchautorin bekanntgegeben.
Robbie arbeitete drei Jahre an Birds of Prey, bis das Projekt den Verantwortlichen von Warner Bros. gefiel. Sie setzte sich dafür ein, die Regie von Birds of Prey einer Frau zu übertragen. Schließlich wurde im April 2018 bekanntgegeben, dass Cathy Yan einen Vertrag als Filmregisseurin unterzeichnet hat.
Ursprünglich war angedacht, dass der Pinguin einen Auftritt im Film erhält. Nachdem er später jedoch für den Film The Batman gecastet wurde, wurde er als Figur aus Birds of Prey wieder gestrichen.
Im Juli 2018 begannen die Vorproduktionsarbeiten. Mit einem Budget von 75 Millionen US-Dollar fällt das Budget im Vergleich zu anderen Verfilmungen des DC Extended Universe vergleichsweise gering aus. Das Schauspielercasting für die Rollen neben Harley Quinn begann im August 2018.
Im September 2018 wurde schließlich bekanntgegeben, dass Birds of Prey im Februar 2020 veröffentlicht werden soll. Im Folgemonat wurde Matthew Libatique als Kameramann bekanntgegeben. Im November 2018 erweiterte Robbie den Titel um den Untertitel and the Fantabulous Emancipation of One Harley Quinn, wobei das in der englischen Sprache nicht existente Kunstwort Fantabulous auf die humorvolle und bewusst unernste Tonalität des Films hinweisen soll. Der Untertitel wurde in der deutschsprachigen Fassung auf The Emancipation of Harley Quinn gekürzt.
Unter dem Arbeitstitel Fox Force Five begannen die Dreharbeiten im Januar 2019 in Los Angeles. Obwohl auch Dreharbeiten in Atlanta und in Savannah vorgesehen waren, verblieben die vollständigen Dreharbeiten in Los Angeles aufgrund einer Steuergutschrift. Die Dreharbeiten endeten am 15. April 2019.
Zur Vermarktung plante DC Comics die Veröffentlichung von Comics mit Geschichten, die auf den Film Bezug nehmen. Diese erschienen ab dem 12. November 2019. Am 29. Januar 2020 erfolgte die Weltpremiere in London.
Am 9. Juli 2020 wurde die Blu-ray Disc und DVD in Deutschland veröffentlicht.

## Synchronisation
Die deutsche Synchronisation entstand unter der Dialogregie von Tobias Meister nach einem Dialogbuch von Klaus Bickert im Auftrag von Interopa Film für Warner Bros. Entertainment GmbH.
| Rolle                              | Darsteller              | Synchronsprecher         |
| ---------------------------------- | ----------------------- | ------------------------ |
| Dr. Harleen Quinzel / Harley Quinn | Margot Robbie           | Anne Helm                |
| Roman Sionis / Black Mask          | Ewan McGregor           | Philipp Moog             |
| Captain Patrick Erickson           | Steven Williams         | Roland Hemmo             |
| Cassandra Cain                     | Ella Jay Basco          | Derya Flechtner          |
| Dinah Lance / Black Canary         | Jurnee Smollett-Bell    | Anja Stadlober           |
| Doc                                | Dana Lee                | Fang Yu                  |
| Ellen Yee                          | Ali Wong                | Uschi Hugo               |
| Erika                              | Bojana Novaković        | Marieke Oeffinger        |
| Helena Bertinelli / Huntress       | Mary Elizabeth Winstead | Maria Koschny            |
| Monroe                             | Derek Wilson            | Jaron Löwenberg          |
| Mr. Keo                            | François Chau           | Matthias Klages          |
| Renee Montoya                      | Rosie Perez             | Claudia Urbschat-Mingues |
| Victor Zsasz                       | Chris Messina           | Asad Schwarz             |

## Rezeption

### Kritiken
Der Film erhielt überwiegend positive Kritiken. Rotten Tomatoes zählte 318 positive und 91 negative Rezensionen. Metacritic zählte 36 positive, 21 gemischte und 2 negative Veröffentlichungen. Dabei erhielt der Film einen Metascore von 60 von möglichen 100 Punkten. Auf der Seite der Internet Movie Database wurde bei 147.291 Nutzern die gewichtete Durchschnittsnote von 6,1 von 10 ermittelt.
Martin Schwickert bewertet in der Rheinischen Post den Film mit „gut“ und meint:

„‚Birds of Prey‘ sollte nicht als feministisches Meisterinnenwerk der Comic-Film-Kunst missverstanden werden. Aber der Film entwickelt einen schrillen, lustvoll anarchistischen Bad-Girl-Charme, der viel frische Luft in das eingefahrene, männerdominierte Genre ventiliert.“

 Lukas Gedziorowski von Deutschlandfunk Kultur bezeichnete Birds of Prey als deutlich ambitionierter als den Vorgänger Suicide Squad, es werde mehr herumexperimentiert. Jedoch komme er am Ende „genauso mit dem Holzhammer daher und scheitert an dem zu großen Ensemble, weil er den vielen Nebenfiguren nicht gerecht werden kann und ihnen auch keinen spannenden oder überraschenden Plot gibt. Insgesamt bleibt ‚Birds of Prey‘ also eine ziemlich unausgegorene Sache.“
David Kleingers vom Spiegel bemerkte, dass schon der Titel im männerdominierten Superheldengenre eine Kampfansage sei. Des Weiteren schrieb er:

„Ohnehin geizt das Spektakel von Regisseurin Cathy Yan und Autorin Christina Hodson nicht mit selbstbewusster Attitüde, dafür leistet es sich allerdings auch nur einen alibihaften Hauch von Handlung. Als grelle, gewaltreiche aber im Kern gutherzige Nummernrevue verlässt es sich stattdessen ganz auf die Strahlkraft des schlag- und zugkräftigen Stars Margot Robbie.“

### Einspielergebnis
Die weltweiten Einnahmen aus Kinovorführungen belaufen sich bei einem Budget von 84,5 Millionen US-Dollar auf 201,86 Millionen US-Dollar, von denen der Film 84,16 Millionen im nordamerikanischen Raum einspielte. Damit befindet er sich auf Platz 10 (Stand: 5. September 2023) der erfolgreichsten Filme des Jahres 2020 nach Einspielergebnis. In Deutschland verzeichnete der Film insgesamt 502.200 Kinobesucher, womit er sich auf Platz 14 der Jahres-Charts 2020 befindet.

### Auszeichnungen
Art Directors Guild Awards 2021
- Nominierung in der Kategorie „Fantasyfilm“ (K. K. Barrett)[34]

Chicago Film Critics Association Awards 2020
- Nominierung für das Beste Kostümdesign
- Nominierung für die Beste Art Direction[35]

Costume Designers Guild Awards 2021
- Nominierung in der Kategorie „Contemporary Film“ (Erin Benach)[36]

Critics’ Choice Super Awards 2021
- Auszeichnung als Bester Schauspieler in einem Superheldenfilm (Ewan McGregor)
- Auszeichnung als Beste Schauspielerin in einem Superheldenfilm (Margot Robbie)
- Nominierung als Bester Superheldenfilm
- Nominierung als Beste Schauspielerin in einem Superheldenfilm (Jurnee Smollett)[37][38]

London Critics’ Circle Film Awards 2021
- Nominierung für die Beste technische Leistung (Deborah La Mia Denaver und Adruitha Lee)[39]

Make-Up Artists and Hair Stylists Guild Awards 2021
- Auszeichnung für das Beste zeitgenössische Make-up (Deborah La Mia Denaver, Sabrina Wilson, Miho Suzuki und Cale Thomas)
- Auszeichnung für die Besten zeitgenössischen Frisuren (Adruitha Lee, Cassie Russek, Margarita Pidgeon und Nikki Nelms)[40]

MTV Movie & TV Awards 2021
- Nominierung als Bester Schurke (Ewan McGregor)
- Nominierung für den Besten Kampf („Final Funhouse Fight“)[41]

People’s Choice Award 2020
- Nominierung als Film des Jahres
- Nominierung als Actionfilm des Jahres
- Nominierung als Beste Schauspielerin (Margot Robbie)
- Nominierung als Beste Schauspielerin in einem Actionfilm (Margot Robbie)
- Nominierung als Bester Filmsong (Boss Bitch – Doja Cat)[42]

Satellite Awards 2020
- Nominierung als Beste Hauptdarstellerin – Komödie oder Musical (Margot Robbie)
- Nominierung für die Besten visuellen Effekte (Kevin Souls und Thrain Shadbolt)

Saturn-Award-Verleihung 2021
- Nominierung als Beste Comicverfilmung
- Nominierung als Beste Hauptdarstellerin (Margot Robbie)
- Nominierung als Beste Nebendarstellerin (Jurnee Smollett)
- Nominierung als Bester Nachwuchsschauspieler (Ella Jay Basco)
- Nominierung für das Beste Kostüm (Erin Benach)
- Nominierung für die Besten Spezialeffekte (Mark Hawker, Yael Majors und Greg Steele)